# Pensionskasse der technischen Verbände SIA STV BSA FSAI
Die Pensionskasse der technischen Verbände SIA STV BSA FSAI (kurz: PTV) mit Sitz in Bern ist eine unabhängige Schweizer Pensionskasse. Sie versichert als Vorsorgeeinrichtung das Personal der ihr angeschlossenen Unternehmen im Rahmen der 2. Säule.
Die PTV wurde 1961 als unabhängige Stiftung mit dem Zweck der beruflichen Vorsorge für Ingenieure und Architekten gegründet. Per Ende 2008 waren ihr insgesamt 1'850 Unternehmen mit 10’704 aktiv Versicherte sowie 1'308 Rentenbezüger angeschlossen. Die Vermögensanlagen beliefen sich auf knapp 1,4 Milliarden Schweizer Franken. 

## Rechtsgrundlagen
Die gesetzlichen Grundlagen bilden das Bundesgesetz über die berufliche Alters-, Hinterlassenen- und Invalidenvorsorge, das Bundesgesetz über die Freizügigkeit in der beruflichen Alters-, Hinterlassenen- und Invalidenvorsorge sowie die dazugehörigen Verordnungen. Zu den Rechtsgrundlagen zählt zudem das eigene Versicherungsreglement.

## Organisation
Oberstes Stiftungsorgan ist der Stiftungsrat. Dieser setzt sich paritätisch aus je sieben Arbeitgeber- und Arbeitnehmervertreter zusammen und wird von den Stifterverbänden jeweils auf drei Jahre gewählt. Das operative Tagesgeschäft wird von einem externen Unternehmen als Geschäftsstelle ausgeführt.